# Нестеркинское сельское поселение
Нестеркинское сельское поселение — муниципальное образование в Обливском районе Ростовской области. 
Административный центр поселения — хутор Нестеркин.

## Административное устройство
В состав Нестеркинского сельского поселения входят:
- хутор Нестеркин;
- хутор Кривов;
- хутор Самохин;
- хутор Слепихин;
- хутор Трухин;
- хутор Фролов;
- хутор Черновский.

## Население
| 2010  | 2012  | 2013  | 2014  | 2015  | 2016  | 2017  |
| ----- | ----- | ----- | ----- | ----- | ----- | ----- |
| 1216  | ↘1186 | ↘1157 | ↘1141 | ↘1138 | ↘1123 | ↘1118 |
| 2018  | 2019  | 2020  | 2021  |       |       |       |
| ↘1099 | ↘1089 | ↘1083 | ↘1063 |       |       |       |